# Pietra Ligure
Pour les articles homonymes, voir Pietra.
Pietra Ligure est une commune italienne de la province de Savone dans la région Ligurie.

## Édifices notables
La basilique Saint-Nicolas de style baroque orne la ville. 

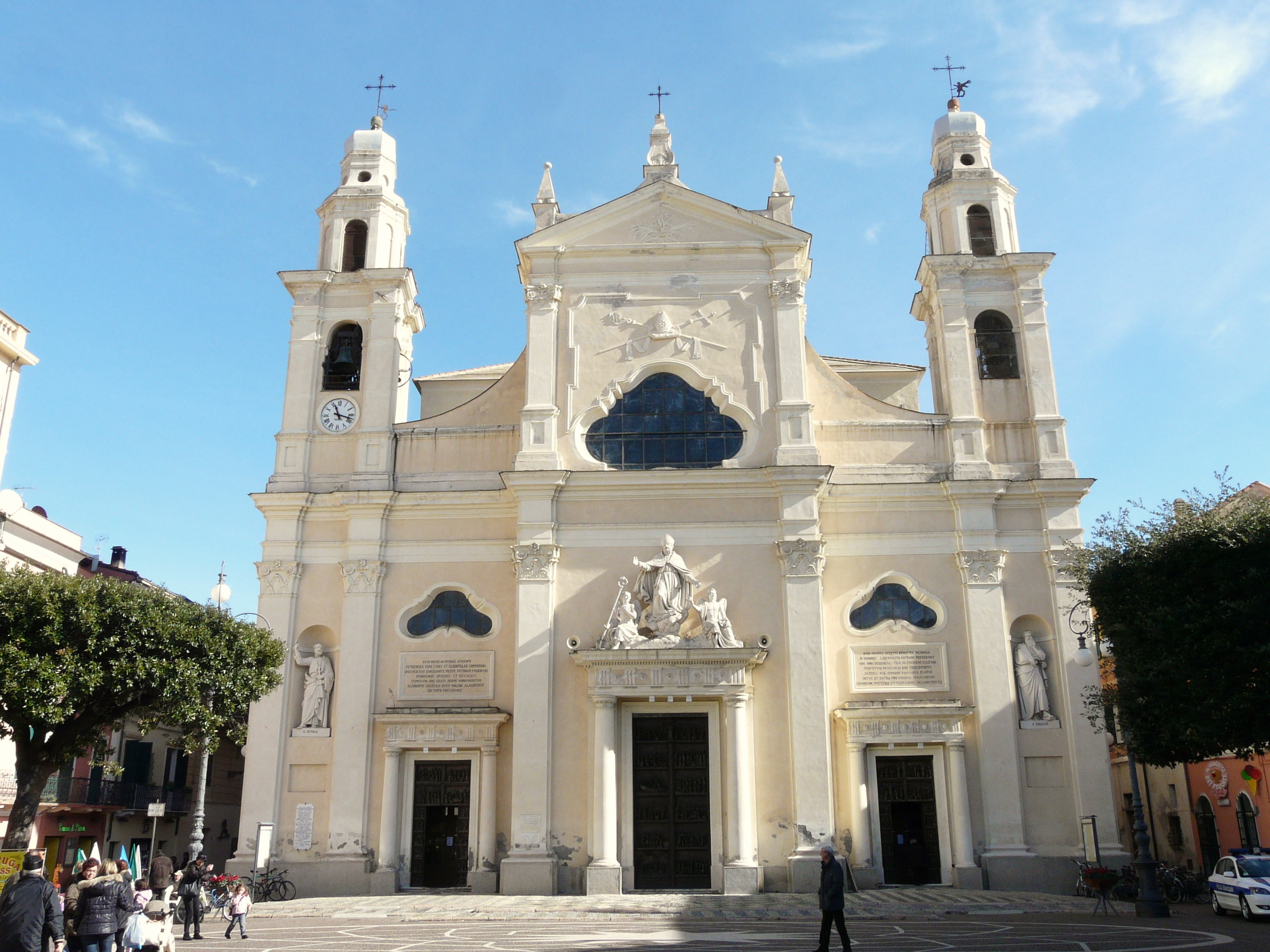

## Administration
| Période                                  | Période | Identité | Étiquette | Qualité |
| ---------------------------------------- | ------- | -------- | --------- | ------- |
|                                          |         |          |           |         |
| Les données manquantes sont à compléter. |         |          |           |         |

### Hameaux
- Ranzi.

### Communes limitrophes
- Bardineto, Boissano, Borgio Verezzi, Giustenice, Loano, Tovo San Giacomo.